# لوسي هال
لوسي هال (بالإنجليزية: Lucy Hall) هي تريثلت بريطانية، ولدت في 21 فبراير 1992 في ليستر في المملكة المتحدة.

## وصلات خارجية
- الموقع الرسمي
- لوسي هال على موقع اتحاد الترياتلون الدولي (الإنجليزية)
- لوسي هال على موقع أوليمبيديا (الإنجليزية)
- لوسي هال على موقع اللجنة الأولمبية البريطانية (الإنجليزية)
- لوسي هال على موقع اتحاد ألعاب الكومنولث (مؤرشف) (الإنجليزية)